# Земля до начала времён 6: Тайна Скалы Динозавров
«Земля до начала времён 6: Тайна Скалы Динозавров» (англ. The Land Before Time VI: The Secret of Saurus Rock) — мультфильм производства США, продолжающий мультипликационную серию «Земля до начала времён» (1997).

## Сюжет
Дедушка Литтлфута рассказывает малышам древнюю легенду об Одиноком Динозавре, некогда спасшем мирных обитателей Великой Долины от злого Острозуба. В память о его подвиге названа Скала Динозавра, возвышающаяся над Долиной, и если со скалой что-нибудь случится, на Великую Долину обрушится несчастье.
На следующий день в Долине появляется таинственный незнакомец по имени Док. Литтлфут, спасённый им от гибели, в восторге от своего нового друга; он верит сам и уверяет всех остальных, что Док и есть тот самый Одинокий Динозавр из легенды. Однако взрослые, особенно отец Сэры, встречают Дока насторожённо, тем более что после его появления в Долине одна за другой следуют неприятности: сначала проказливые двойняшки Дина и Дана, племянники Сэры, убегают к Скале Динозавра и едва не становятся добычей свирепого аллозавра, затем пересыхает водопой, и наконец, разражается страшная буря со смерчем. Дока обвиняют в том, что именно он навлёк на Долину все эти несчастья.
Литтлфут до глубины души возмущён такой несправедливостью. Он убеждён, что истинные виновники всех бед — он сам и его друзья, так как они, спасая Дину и Дану, нечаянно обрушили часть Скалы Динозавра. Поэтому он отправляется в ущелье за клыком Острозуба, чтобы вернуть его на Скалу и тем самым восстановить нормальный ход вещей…

## Персонажи и актёры
- Томас Деккер — Литтлфут (англ. Littlefoot).
- Энди Макэфи — Сэра (англ. Cera).
- Эйриа Кёрзон — Даки (англ. Ducky).
- Джефф Беннетт — Питри (англ. Petrie), Спайк (англ. Spike).
- Кеннет Марс — Дедушка (англ. Grandpa Longneck).
- Мириам Флинн — Бабушка (англ. Grandma Longneck).
- Ник Барселона — маленький брахиозавр из легенды.
- Нэнси Картрайт — Дана (англ. Dana).
- Сэнди Фокс — Дина (англ. Dinah).
- Крис Кристофферсон — Док (англ. Doc).
- Джон Ингл — Отец Сэры.
- Фрэнк Уэлкер — тираннозавр.
- Дэнни Манн — аллозавр.